# A Magyar Kultúra Lovagjai 2024
Ez a szócikk a 2024-ben A Magyar Kultúra Lovagja elismerésben részesült személyek listáját tartalmazza.

## Az Egyetemes Kultúra Lovagja
837. Samuel Bruss a Hanusfalvi kastély vezetője (Pavlovce, Szlovákia) „Történelmi emlékek ápolásáért”
838. Jankovics Zoltán hegedűművész (Szombathely) „A zene és a történelmi hagyományok együttes népszerűsítésért”
839. sl:Alfi Nipič énekművész (Tarenina, Szlovénia) „A zenekultúra fejlesztéséért”
840. Rudi Santl énekművész, zeneszerző és dalszövegíró (Maribor, Szlovénia) „Zenekultúra fejlesztéséért”

## A Magyar Kultúra Lovagja
841. dr. Bakonyi István tanár, irodalomszervező (Székesfehérvár) „A magyar irodalom népszerűsítésért”
842. Balázs György ny.százados (Abasár) „Példamutató pedagógiai életművéért”
843. Balázs József festőművész (Gyergyóalfalu, Románia) „Közösségi, képzőművészi és pedagógusi életművéért”
844. dr. Besenyi Károly Áron tanár, iskolaalapító, közéleti vezető, író (Bariloche, Argentina) „A külhoni magyar nemzetiség megmaradása érdekében kifejtett életművéért”
845. Birinyi András hangszerkészítő, autószerelő (Táborfalva) „Az életminőség fejlesztéséért”
846. Dér Győző fa- és rézszobrász (Dunakeszi) „A település arculatának javítása érdekében kifejtett életművéért”
847. Dombóvári János zenepedagógus (Sátoraljaújhely) „A magyar zenekultúra fejlesztéséért”
848. Frech’ Gábor tanár (Budapest) „Az ifjúság példamutató neveléséért”
849. dr. Hekáné dr. Szondi Ildikó emeritus egyetemi tanár (Szeged) „Az életminőség fejlesztésért”
850. Horváth Szilárd pedagógus (Göd) „Az oktatás és ifjúságnevelés fejlesztéséért”
851. Hrubík Béla elektrotechnikus, újságíró (Ipolynyék, Szlovákia) „A határon túli magyar kultúra ápolásáért”
852. Ilosvay Katalin könyvelő, rádiós szerkesztőriporter (Gladesville, Ausztrália) „A külhoni magyar nemzetiség megmaradása érdekében kifejtett életművéért”
853. Kovács-Hárs Klári mélyépítő mérnök (Budapest) „Nemzeterősítő munkájáért”
854. Lőwey Lilla pedagógus, helytörténész, irodalmi szerkesztő (Szováta, Románia) „A magyar kulturális örökség határon túli ápolásáért”
855. dr. Madarassy Enikő asztrofizikus (Stockholm, Svédország) „A magyar kultúra külföldi népszerűsítésért”
856. Majoros Árpád szobafestő, tapétázó, egyéni vállalkozó (Várpalota) „Irodalmi tevékenységéért”
857. Márkusné Vörös Hajnalka levéltáros (Veszprém) „Helytörténeti kutatásokban végzett tevékenységért”
858. Máté János prímás, hegedűművész (Kiskunlacháza) „A magyar zenekultúra népszerűsítéséért”
859. Nagy Béla (Beregszász, Ukrajna)
860. Pásztor Ildikó népművelő (Drégelypalánk) „Az életminőség fejlesztéséért”
861. Stubendek István zenetanár, karnagy (Komárom, Szlovákia) „A határon túli magyar kórusmozgalom fejlesztése érdekében végzett életművéért"
862. Szász József polgármester (Vámosatya) „A település életminőség fejlesztése érdekében kifejtett életművéért”
863. Szekeres János Imre (Adács) művelődésiház-igazgató „A közművelődés fejlesztéséért”
864. Széman Rózsa nyugalmazott egészségügyi dolgozó (Kolozsvár, Románia) „A határon túli magyar kultúra ápolásáért”
865. Tiborcz Iván zenész (Nagykanizsa) „A magyar jazz fejlesztése érdekében kifejtett életművéért”
866. Tóthárpád Ferenc irodalmár, helytörténész (Kőszeg) „Helytörténeti kutatásaiért és gyermekversek Kárpát-medencei terjesztésért”
867. Török Ádám mezőgazdasági szakmérnök (Veresegyház) „Hátrányos helyzetűek támogatásáért”
868. Túri Török Tibor szobrász, író, múzeumalapító (Keszthely) „Az alkotóművészet fejlesztésért”
869. Váradi Péter Pál agrármérnök, fotográfus (Nagyvárad - Veszprém) „A magyar kulturális örökség határon túli ápolásáért”
870. dr. Zubánics László (Ungvár, Ukrajna)